# Мечникове
Ме́чникове (до 2025 — Мечнікове) — село в Україні, у Дворічанській селищній громаді Куп'янського району Харківської області. Населення становить 142 осіб. До 2020 орган місцевого самоврядування — Токарівська сільська рада.
Село Мечникове включено у туристичний маршрут «Золоте кільце» України.

## Географія
Село Мечникове знаходиться недалеко від балки Пєшковський Яр, на відстані 3 км розташовані села Іванівка та Добролюбовка. На території села багато джерел, поруч невеликий лісовий масив (діброва).
Колориту селу надають мальовничі краєвиди та унікальні особливості місцевої природи. Тут, між двома річками — Осколом і Сіверським Дінцем, не тільки небувало красива і не зачеплена господарською діяльністю людини природа, але нерідкі і аномальні явища, наприклад, кільцеві веселки. Атмосфера краю є сприятливою до медитацій, самоаналізу та пошуку гармонії у собі та навколо себе. Місцеві жителі запевняють, що і НЛО в тутешньому небі — звичайна справа.

## Історія
Село Панасівка перейменоване на Мечнікове 9 червня 1945 (12 вересня 1945 р. Колонтаївська сільрада перейменована на Мечніковську).
Особливості селу надає місцева історична спадщина — залишки родинної садиби Нобелівського лауреата, мікробіолога Іллі Мечникова (два панських ставка, напівзруйнований будиночок для челяді і, унікальної кладки великий льох Мечникових). Існує думка, що саме в цьому погребі Ілля Мечников проводив свої перші дослідження по різному сквашуванню молока, у результаті чого на світ з'явився ряд нових молочнокислих продуктів, у тому числі і йогурт[джерело?].
Село постраждало внаслідок геноциду українського народу, проведеного урядом СРСР в 1932—1933 роках, кількість встановлених жертв в Мечніковому — 15 людей.
12 червня 2020 року, відповідно до Розпорядження Кабінету Міністрів України № 725-р «Про визначення адміністративних центрів та затвердження територій територіальних громад Харківської області», увійшло до складу Дворічанської селищної громади.
19 липня 2020 року, в результаті адміністративно-територіальної реформи та ліквідації Дворічанського району, село увійшло до складу Куп'янського району Харківської області.
Село тимчасово окуповане російськими військами 24 лютого 2022 року.
05 червня 2025 року відповідно до Постанови Верховної Ради України № 4483-IX село Мечнікове було перейменовано на село Мечникове. Постанова набула чинності 18 червня 2025 року.

## Економіка
- В селі є молочно-товарна ферма.
- Останнім часом набув розвитку зелений туризм.

Ексклюзивні послуги діючих осередків сільського зеленого туризму села Мечнікове, що стосуються самопізнання та саморозвитку (натальна карта, карта здоров'я, арома-терапія, арттерапія, радіоестезична діагностика та діагностика біополя приладом Кирліана) користуються значним попитом серед постійних клієнтів діючих осередків сільського зеленого туризму села.
У «Родинній хаті» меблі ручної роботи місцевих майстрів. Подушки з цілющими травами та матраци з гречаним лушпинням.

## Об'єкти соціальної сфери
- Школа.

## Пам'ятки
- У селі є музей лауреата Нобелівської премії, мікробіолога Іллі Мечникова.

## Цікаві факти
На батьківщині Мечникова вірять, що завдяки унікальній природі своєї малої батьківщини Ілля став всесвітньо відомим мікробіологом. У 1945 році надзвичайні властивості цієї місцевості довів місцевий житель Роман Токар, який примудрився виростити в післявоєнний рік качан кукурудзи, який важив п'ять кілограмів.

## Відомі люди
- Мечников Ілля Ілліч — лауреат Нобелівської премії, мікробіолог.
- Мечников Лев Ілліч — географ, публіцист і громадський діяч, провів дитинство і юність в родовому маєтку Панасівка (зараз — Мечнікове).